# Енрике Едуарду Алвеш
Вижте пояснителната страница за други личности с името Енрике.
Енрике Едуарду Алвеш (на португалски: Henrique Eduardo Alves, р. 9 декември 1948 г.) е бразилски политик, депутат на PMDB в долната камара на Бразилския национален конгрес, избран от щата Рио Гранде до Норте.
От 4 февруари 2013 г. до 1 февруари 2015 г. заема длъжността Председател на Камара на депутатите на Бразилия.